# Onthophagus sideki
Onthophagus sideki är en skalbaggsart som beskrevs av Jan Krikken och Huijbregts 1987. Onthophagus sideki ingår i släktet Onthophagus och familjen bladhorningar. Inga underarter finns listade i Catalogue of Life.